# 遼陽会戦

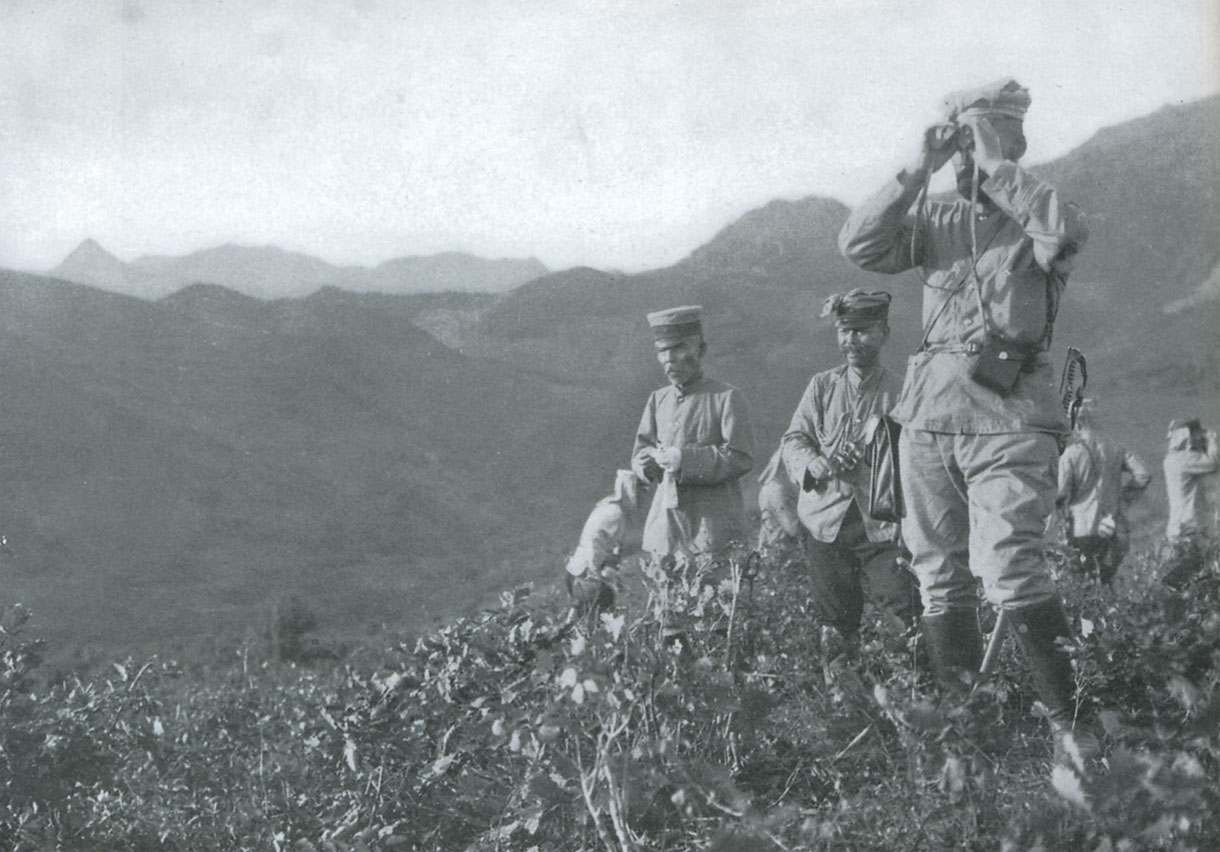
黒木為楨司令官と、藤井茂太参謀長

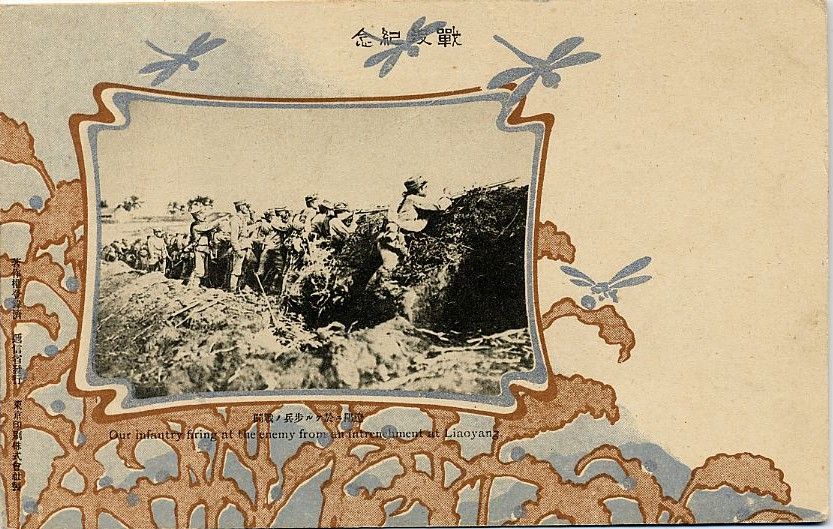
遼陽の戦いの絵葉書

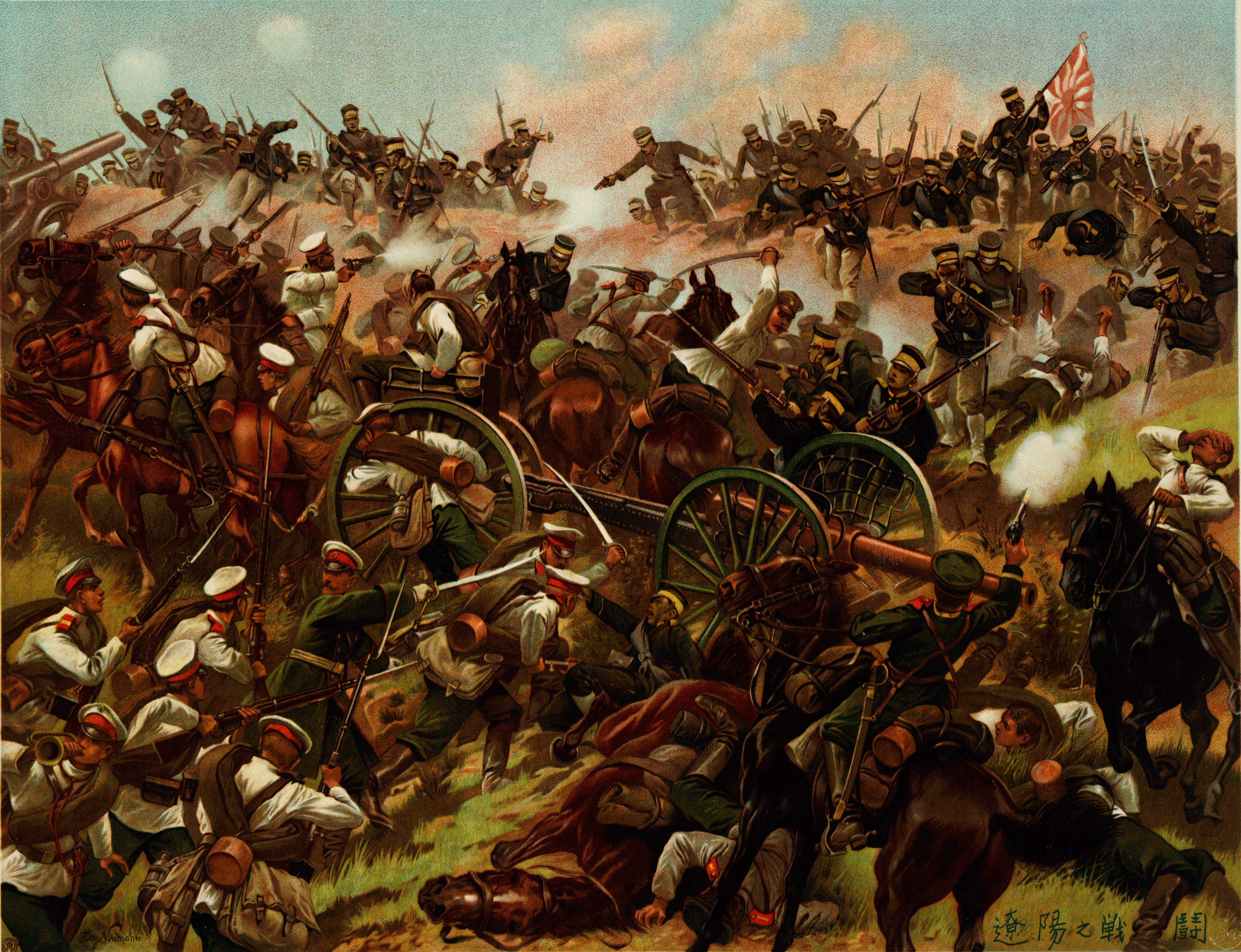
遼陽会戦、1904年

遼陽会戦（りょうようかいせん、リャオヤンかいせん）は、日本とロシアが満洲、朝鮮半島などの権益を巡り、1904年（明治37年）に勃発した日露戦争における会戦。同年8月24日から9月4日まで行われた。両軍の主力がはじめて衝突した戦いで、ロシア軍は15万8,000の兵をもって防御網を展開し、日本軍は12万5,000の兵で、計28万の兵が衝突。鴨緑江会戦と並び、日本軍にとってははじめて近代陸軍を相手にした本格的会戦であった。

## 背景
遼陽は中国東北部、遼寧省の都市で、当時は人口6万のハルビンに次ぐ南満洲の戦略的拠点。地理的には平野で、旅順からハルビンへ至る東清鉄道が走る交通の要衝でもあった。
日本の参謀本部では、川上操六・児玉源太郎らが対露戦略を構想していた。日本軍はロシア軍がシベリア鉄道などを利用して兵力を輸送してくる以前に積極的に朝鮮半島に進出し、ロシアの主力軍が集中する以前に、短期決戦で同地を確保する作戦を立案。満洲へ向かう主力戦とウラジオストクへ向かうウスリー支作戦による分進合撃を構想し、遼陽は奉天・海城・鉄嶺らとともに進撃目標の1つとされた。
ロシア側でも開戦以前から基本戦略が存在し、本国から兵力を輸送して遼陽付近を第一線に兵力を集中させ、ハルビンを退路に本国からの増援を待ちつつ攻勢する作戦を構想。開戦直前には陸軍大臣のアレクセイ・クロパトキンがロシア満洲軍総司令官として赴任する。
1904年2月9日、日露戦争が開戦。日本側は第12師団の仁川上陸（朝鮮への威圧的上陸）、旅順港を封鎖しての黄海の制海権確保に成功し、遼東半島からの上陸が可能になった。第3軍(乃木希典)が旅順攻略を担当し、基本戦略通りの分進作戦を実施し、第1軍（黒木為楨）が朝鮮半島の大同江に上陸して5月1日に鴨緑江会戦を経た後に北上。第2軍（奥保鞏）は5月5日遼東半島の塩大澳に上陸、旅順要塞孤立化のための南山攻略を行った後に大連を占領、5月30日より東清鉄道に沿って北進し、得利寺、大石橋などでロシア軍と戦闘を繰り返しつつ北進する。第4軍（独立第10師団と呼ばれていたが、後に第5師団を加えて軍に編成、野津道貫大将指揮）は中間地点の大弧山から上陸し、遼陽を目指す進撃を開始、柝木城を攻略し、遼陽を包囲した。
日本側の制海権確保でロシア側は基本戦略を変更し、クロパトキンは兵力を直接遼陽へ集結させ、日本軍第1軍が迫る国境地帯の鴨緑江へも展開する。また、このほかに旅順救出の部隊を編成し、兵力を出すも現場指揮官の戦意が乏しかったため、日本軍第2軍の兵力の見誤りからに遼陽に引き揚げてしまう。

## 経過
日本軍は8月にほぼ遼陽に集結し、東から第1、第4、第2軍を展開。第1軍が太子河を渡河して東を迂回し、ロシア軍を側撃する作戦を計画だった。8月3日秋山好古少将率いる騎兵第1旅団（習志野）は、敵情の偵察を行うように命じられ、遼陽会戦前まで敵情の偵察任務に赴いた。この秋山少将率いる部隊は騎兵第1旅団を中心とし、そのほかに歩兵第38連隊（伏見）、野砲兵第14連隊、騎砲兵中隊、工兵第4大隊第3中隊の複合型集団を構成しており、秋山支隊と呼ばれた。
8月5日、総司令官大山巌より第1軍に対し、遼陽攻擊に向けて第2軍・第4軍の鞍山附近への攻擊と同時に大安平－湯河ラインを攻擊するためにも、8月16日に弓張嶺の敵を夜襲するよう指示。
8月13日より雨止まず、河川氾濫の状況から総司令官より第1軍に前進延期の命令。同軍ではその間各師団との協議の末、弓張嶺攻擊を8月25日夜から翌日明方の間に変更。
8月14日、総司令官より第2軍・第4軍に鞍山攻撃計画の作成命令。
8月22日、総司令官より第2軍・第4軍に鞍山総攻撃の前進命令。
8月23日、露増援軍の来着によりクロパトキン軍が退却を中止し、浪子山－鞍山ラインでの決戦を計画。
8月25日、第2師団長（第2軍）が世界戰史上の好範例となる夜襲に成功。
8月26日、第2軍・第4軍が鞍山に向け進軍。第1軍が紅沙嶺を奪取。一方、湯河が豪雨により氾濫し、退路を案じたクロパトキン軍が鞍山決戦の計画を変更、首山一帯の高地からの攻撃を企図。また、遼陽南方の高地で守備を固め、太子河からの進攻が予想される日本軍に対し残余兵力による迎撃を計画。
8月27日、午後14時、露軍退去。第2軍・第4軍は翌28日に沙河ラインへ追撃することを決定。夕、第1軍が敵を撃攘し紅沙嶺－高峰寺西方高地ラインに進出。
8月28日、早朝5時30分、総司令官は太子河右岸からと南方からの挟撃を計画し、第1軍には敵を撃攘しながらの太子河への移動、第4軍には桜桃園－早飯屯ラインへの前進と遼陽攻撃準備、第2軍には沙河－魯台子ラインへの前進と遼陽攻撃準備、及び徒歩砲兵独立大隊と野砲兵一聯隊の第4軍への編入準備、以上を各軍に指示。同日より各軍連繋して進攻するも、首山堡ラインの景況不明により苦戦。
8月30日、なおも攻撃進捗せず。総司令官大山は露軍について、日本軍の急追を受けて決戦を図ったと推察、また露軍兵力は日本軍の10個師団程度であり、太子河右岸からその退路に迫れば殲滅可能と判断し、進攻続行。日本軍の猛攻は結果として露軍の予備隊投入を促し、露軍は兵力消耗。
8月31日、午前1時、第12師団（第1軍）が連刀湾を渡河。第2軍・第4軍は首山堡北大山ラインを攻撃するも失敗。秋山支隊より、砲を有する露軍が午後15時北䑓附近に出現し南進中と報告、しかしその後前進を停止。
9月1日、露軍は太子河方面へ攻勢に出るも、兵力消耗により指揮乱れを起し失敗。朝、第2軍・第4軍は退却する露軍を逐って早飯屯－首山堡ラインを占領。更に第4軍は遼陽南に進軍、第2軍は第4師団を派遣し遼陽西方から敵を攻撃。夜、第1軍が五頂子山－饅頭山ラインを占領。
9月2日、第2軍・第4軍は遼陽南方堡塁ラインに攻撃するも進捗せず。第4師団（第2軍）の左翼方面では露軍反撃。第1軍は太子河右岸で露軍の夜襲を受けつつも死守。
9月3日、第2軍・第4軍が景況不明のため依然苦戦。第1軍の太子河右岸も攻撃進捗せず。しかし日没後に露軍が退却開始。
9月4日、午前1時頃、前日より露軍を追撃していた第5師団（第1軍）が遼陽各城門占領。午前11時まで濃霧。全軍追撃を止め北進に備えて隊列整頓。

## 影響
日本軍は、ハルビン攻略が望めなくなったことから、基本戦略の変更を余儀なくされた。遼陽会戦は日本軍の遼陽入城に終わったが、クロパトキンは戦略的後退であると主張し、両軍が勝利宣言を行う。死傷者は日本側が2万3500、ロシア側が2万あまりで、両軍あわせて4万人以上にのぼった。
日本軍では、8月31日に遼陽会戦の首山堡争奪において、歩兵第34連隊の関谷銘次郎連隊長、橘周太第1大隊長（少佐）が戦死した。橘少佐は、海軍における旅順口閉塞作戦において戦死した広瀬武夫少佐とならび、戦後に軍神とされた。

## 画像

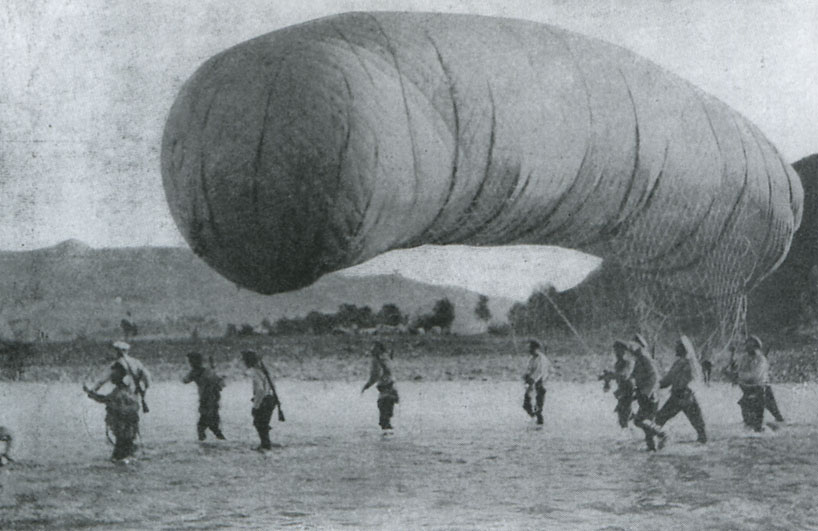
観測用気球を取り扱っているロシア陸軍
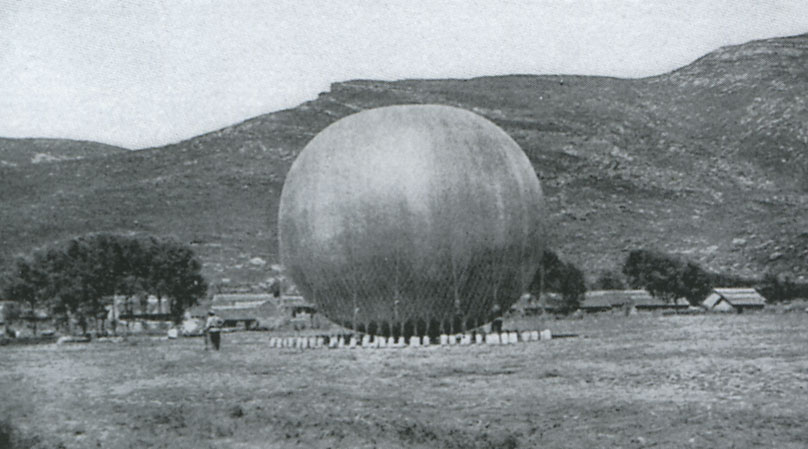
膨らんだロシア軍の気球
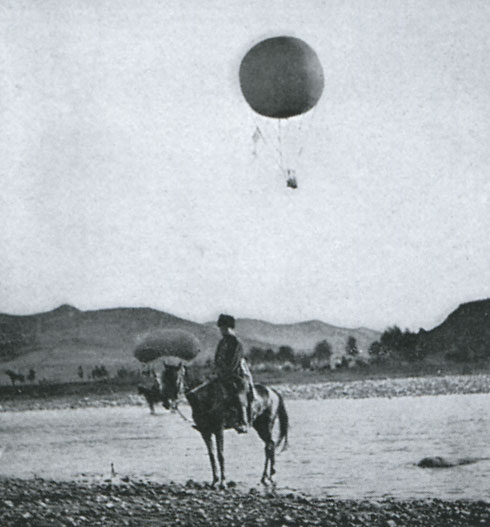
飛空するロシアの観測気球
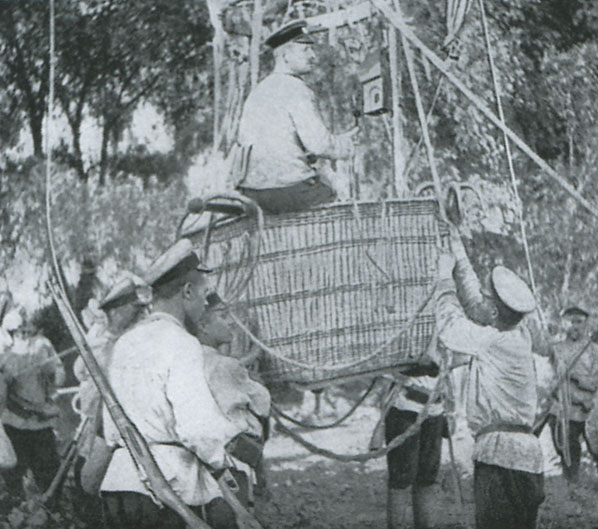
気球に乗り込むロシア兵